# غيليس توماس
غيليس توماس (بالفرنسية: Julia Verlanger)‏ هي كاتبة خيال علمي وكاتِبة فرنسية، ولدت في 7 ديسمبر 1929، وتوفيت في 3 سبتمبر 1985.